# Phaethornis
Phaethornis är ett fågelsläkte i familjen kolibrier som återfinns i Latinamerika.Arterna i släktet kallas liksom kolibrierna i släktena Threnetes, Glaucis och Anopetia för eremiter. Släktet omfattar 27 arter:
- Vitskäggseremit (P. hispidus)
- Yaruquíeremit (P. yaruqui)
- Grön eremit (P. guy)
- Rostbukig eremit (P. syrmatophorus)
- Inkaeremit (P. koepckeae)
- Nålnäbbad eremit (P. philippii)
- Floretteremit (P. bourcieri)
- Långnäbbad eremit (P. longirostris)
- Mexikansk eremit (P. mexicanus)
- Långstjärtad eremit (P. superciliosus)
- Tjocknäbbad eremit (P. malaris)
- Ljusbukig eremit (P. anthophilus)
- Sotstrupig eremit (P. squalidus)
- Guyanaeremit (P. rupurumii)
- Mindre eremit (P. longuemareus)
- Tapajóseremit (P. aethopygus)
- Dvärgeremit (P. idaliae)
- Kanelstrupig eremit (P. nattereri)
- Svartstrupig eremit (P. atrimentalis)
- Strimstrupig eremit (P. striigularis)
- Gråstrupig eremit (P. griseogularis)
- Rosteremit (P. ruber)
- Vitbrynad eremit (P. stuarti)
- Ockrabukig eremit (P. subochraceus)
- Sotkronad eremit (P. augusti)
- Planaltoeremit (P. pretrei)
- Fjällstrupig eremit (P. eurynome)